# Camp ultra profund del Hubble

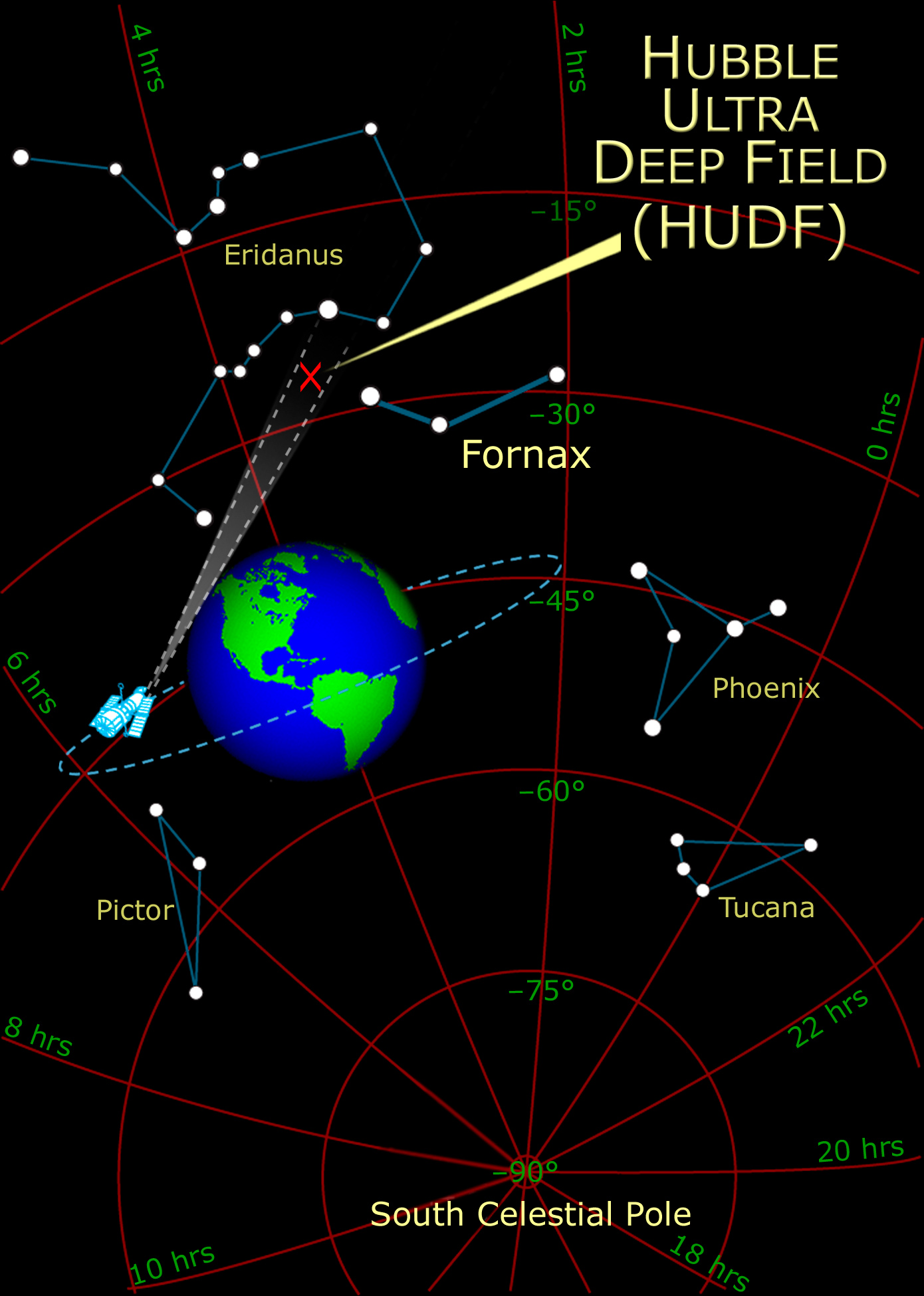
Localització del camp ultraprofund de l'Hubble al cel

El camp ultra profund de l'Hubble, o Hubble Ultra Deep Field (HUDF), és una imatge d'una petita regió de l'espai a la constel·lació del Forn, composta de les dades acumulades durant el període del 24 de setembre del 2003 fins al 16 de gener del 2004 pel telescopi espacial Hubble. És la imatge més profunda de l'univers que mai s'ha obtingut en llum visible; una mirada al passat (quan l'univers es creu que tenia tan sols 800 milions d'anys), aproximadament 13 mil milions d'anys enrere.
L'HUDF conté unes 10.000 galàxies. La porció de cel en la qual es troben les galàxies (només una desena part del diàmetre de la lluna plena vista des de la Terra) va ser escollit perquè tenia una baixa densitat d'estrelles brillants en el camp proper. Encara que els objectes visibles en la imatge de l'Hubble es poden també observar en longitud d'ona d'infraroig per telescopis situats a la Terra, l'Hubble és l'únic instrument que pot fer observacions d'aquests objectes tan distants en longitud d'ona visible. Situat al sud-oest de la constel·lació d'Orió, en la constel·lació del Forn de l'hemisferi sud, a una ascensió recta de 3h 32m 40,0s, una declinació -27° 47' 29" (J2000.0), la imatge cobreix 11,5 arcminuts quadrats. Això és més petit que un quadrat de paper d'1 mm per 1 mm a un metre de distància, i pràcticament igual a un tretzena milionèsima part del total del cel. La imatge està orientada de tal manera que el cantó superior esquerre apunta cap al nord (-46.4°) en l'esfera celeste. L'estrella a prop del centre és USNO-A2.0 0600-01400432, amb magnitud aparent de 18,95.
En total, la imatge ha necessitat 800 exposicions preses en el transcurs de 400 òrbites de l'Hubble al voltant de la Terra. El temps total d'exposició ha estat d'11,3 dies per l'ACS i 4,5 dies per la NICMOS.